# 夏を待ちきれなくて
「夏を待ちきれなくて」（なつをまちきれなくて）は、日本のバンド、TUBEの通算16作目のシングル。CDコードはSRDL3648。

## 概要
- TUBEのシングルとして初めてオリコンチャートで1位を獲得した楽曲。
- 売り上げは前作を上回り、1993年度分の売り上げで80万枚、総売り上げでは約90万枚を記録し、TUBEのシングルの中で2番目の売り上げを記録した。
- 本作がリリースされた1993年より、ハワイのスタジオでレコーディングを行なうようになり、今作はその第1弾シングルとなっている。
- 同年末の『第44回NHK紅白歌合戦』に初出場を果たし、「夏を待ちきれなくて」を歌った。
- カップリング曲の「Yõ Yõ Yõ」はアルバム『浪漫の夏』には収録されず、1996年発売のベストアルバム『TUBEst II』にて初めてアルバムに収録された。

## 収録曲
| 全作詞: 前田亘輝、全作曲: 春畑道哉、全編曲: TUBE。 |                                           |          |            |      |
| #                                                  | タイトル                                  | 作詞     | 作曲・編曲 | 時間 |
| 1.                                                 | 「夏を待ちきれなくて」                    | 前田亘輝 | 春畑道哉   | 4:37 |
| 2.                                                 | 「Yõ Yõ Yõ」                              | 前田亘輝 | 春畑道哉   | 4:36 |
| 3.                                                 | 「夏を待ちきれなくて (Original Karaoke)」 | 前田亘輝 | 春畑道哉   | 4:36 |
| 合計時間:                                          | 合計時間:                                 | 13:49    |            |      |

## 収録アルバム
- 浪漫の夏 (#1)
- TUBEst II (#1,2)
- Best of TUBEst 〜All Time Best〜 (#1)
- 35年で35曲 “夏と恋” ～夏の数だけ恋したけど～（#1、リミックス）
- All Singles TUBEst -Blue- (#1)

## タイアップ
夏を待ちきれなくて
- TBS系『ムーブ』エンディングテーマ[1]。

## 参加ミュージシャン
- 小野塚晃（DIMENSION）：キーボード
- 勝田かず樹（DIMENSION）：サックス
- 沓野行秀：パーカッション
- 栗林誠一郎：コーラス
- 牧穂エミ：コーラス（#2）